# Super League XIII
Die Super League XIII (aus Sponsoringgründen auch als Engage Super League XIII bezeichnet) war im Jahr 2008 die dreizehnte Saison der Super League in der Sportart Rugby League. Nachdem er bereits den ersten Tabellenplatz nach Ende der regulären Saison belegt hatte, schaffte der St Helens RLFC es ins Super League Grand Final, in dem er 16:24 gegen die Leeds Rhinos verlor. Die Rhinos gewannen damit zum dritten Mal die Super League.

## Tabelle
|     | Team                       | Spiele | Siege | Unent. | Ndlg. | Spiel- punkte | Diff. | Tabellen- punkte |
| --- | -------------------------- | ------ | ----- | ------ | ----- | ------------- | ----- | ---------------- |
| 01. | St Helens                  | 27     | 21    | 1      | 5     | 940:457       | + 483 | 43               |
| 02. | Leeds Rhinos               | 27     | 21    | 0      | 6     | 863:413       | + 450 | 42               |
| 03. | Dragons Catalans           | 27     | 16    | 2      | 9     | 694:625       | + 69  | 34               |
| 04. | Wigan Warriors             | 27     | 13    | 3      | 11    | 648:698       | - 50  | 29               |
| 05. | Bradford Bulls             | 27     | 14    | 0      | 13    | 705:625       | + 80  | 28               |
| 06. | Warrington Wolves          | 27     | 14    | 0      | 13    | 690:713       | - 23  | 28               |
| 07. | Hull Kingston Rovers       | 27     | 11    | 1      | 15    | 564:713       | - 149 | 23               |
| 08. | Wakefield Trinity Wildcats | 27     | 11    | 0      | 16    | 574:760       | − 186 | 22               |
| 09. | Harlequins RL              | 27     | 11    | 0      | 16    | 569:763       | - 194 | 22               |
| 10. | Huddersfield Giants        | 27     | 10    | 1      | 16    | 638:681       | − 43  | 21               |
| 11. | Hull FC                    | 27     | 8     | 1      | 18    | 538:699       | − 161 | 17               |
| 12. | Castleford Tigers          | 27     | 7     | 1      | 19    | 593:869       | − 276 | 15               |

## Playoffs

### Ausscheidungs-Playoffs
| 12. September 20:00 | Wigan Warriors | 30 : 14 | Bradford Bulls | Halton Stadium, Widnes* Zuschauer: 6.806 Schiedsrichter: Ashley Klein |
| 12. September 20:00 | (12:8) Bericht |         |                | Halton Stadium, Widnes* Zuschauer: 6.806 Schiedsrichter: Ashley Klein |

- Das Spiel fand in Widnes statt, da das DW Stadium aufgrund eines am nächsten Tag dort stattfindenden Fußballspiels nicht verfügbar war.

| 13. September 18:30 | Dragons Catalans | 46 : 8 | Warrington Wolves | Stade Gilbert Brutus, Perpignan Zuschauer: 8.442 Schiedsrichter: Steve Ganson |
| 13. September 18:30 | (22:2) Bericht   |        |                   | Stade Gilbert Brutus, Perpignan Zuschauer: 8.442 Schiedsrichter: Steve Ganson |

### Qualifikations/Ausscheidungs-Playoffs
| 19. September 20:00 | St Helens      | 38 : 10 | Leeds Rhinos | Knowsley Road, St Helens Zuschauer: 11.407 Schiedsrichter: Ashley Klein |
| 19. September 20:00 | (12:4) Bericht |         |              | Knowsley Road, St Helens Zuschauer: 11.407 Schiedsrichter: Ashley Klein |

| 20. September 18:00 | Dragons Catalans | 26 : 50 | Wigan Warriors | Stade Gilbert Brutus, Perpignan Zuschauer: 9.985 Schiedsrichter: Steve Ganson |
| 20. September 18:00 | (10:14) Bericht  |         |                | Stade Gilbert Brutus, Perpignan Zuschauer: 9.985 Schiedsrichter: Steve Ganson |

### Halbfinale
| 26. September 20:00 | Leeds Rhinos  | 18 : 14 | Wigan Warriors | Headingley Carnegie Stadium, Leeds Zuschauer: 13.112 Schiedsrichter: Steve Ganson |
| 26. September 20:00 | (6:2) Bericht |         |                | Headingley Carnegie Stadium, Leeds Zuschauer: 13.112 Schiedsrichter: Steve Ganson |

### Grand Final
| 4. Oktober 2008 18:00 | St Helens                                                         | 16 : 24        | Leeds Rhinos                                                                                 | Old Trafford, Trafford Zuschauer: 68.810 Schiedsrichter: Ashley Klein |
| 4. Oktober 2008 18:00 | Versuche: Graham 6. Gidley 43. Gardner 59. Erhöhungen: Long (2/3) | (6:12) Bericht | Versuche: Smith 24. erh. Hall 37. erh. McGuire 49. erh., 63. erh. Erhöhungen: Sinfield (4/4) | Old Trafford, Trafford Zuschauer: 68.810 Schiedsrichter: Ashley Klein |

| 1                  | Paul Wellens      |
| 2                  | Ade Gardner       |
| 3                  | Matthew Gidley    |
| 4                  | Willie Talau      |
| 5                  | Francis Meli      |
| 6                  | Leon Pryce        |
| 7                  | Sean Long         |
| 19                 | James Graham      |
| 9                  | Keiron Cunningham |
| 18                 | Bryn Hargreaves   |
| 11                 | Lee Gilmour       |
| 12                 | Jon Wilkin        |
| 30                 | Chris Flannery    |
| Auswechselspieler: |                   |
| 21                 | James Roby        |
| 8                  | Nick Fozzard      |
| 28                 | Paul Clough       |
| 24                 | Maurie Fa'asavalu |

| 5                  | Lee Smith            |
| 22                 | Ryan Hall            |
| 19                 | Carl Ablett          |
| 4                  | Keith Senior         |
| 2                  | Scott Donald         |
| 6                  | Danny McGuire        |
| 7                  | Rob Burrow           |
| 8                  | Kylie Leuluai        |
| 9                  | Matt Diskin          |
| 10                 | Jamie Peacock        |
| 11                 | Jamie Jones-Buchanan |
| 12                 | Gareth Ellis         |
| 13                 | Kevin Sinfield       |
| Auswechselspieler: |                      |
| 14                 | Ali Lauiti'iti       |
| 16                 | Ryan Bailey          |
| 17                 | Nick Scruton         |
| 18                 | Ian Kirke            |

## Statistik
Meiste erzielte Versuche
|     | Name               | Versuche | Verein            |
| --- | ------------------ | -------- | ----------------- |
| 1.  | Ade Gardner        | 28       | St Helens         |
| 2.  | Scott Donald       | 21       | Leeds Rhinos      |
| 3.  | Luke Dorn          | 19       | Castleford Tigers |
| 3.  | Pat Richards       | 19       | Wigan Warriors    |
| 5.  | Semi Tadulala      | 17       | Bradford Bulls    |
| 5.  | Clint Greenshields | 17       | Dragons Catalans  |
| 5.  | Danny McGuire      | 17       | Leeds Rhinos      |
| 8.  | Kirk Yeaman        | 16       | Hull FC           |
| 8.  | Chris Hicks        | 16       | Warrington Wolves |
| 10. | Paul Sykes         | 15       | Bradford Bulls    |
| 10. | Justin Murphy      | 15       | Dragons Catalans  |
| 10. | Brent Webb         | 15       | Leeds Rhinos      |

Meiste erzielte Punkte
|     | Name           | Punkte | Verein                     |
| --- | -------------- | ------ | -------------------------- |
| 1.  | Pat Richards   | 307    | Wigan Warriors             |
| 2.  | Thomas Bosc    | 265    | Dragons Catalans           |
| 3.  | Kevin Sinfield | 255    | Wigan Warriors             |
| 4.  | Sean Long      | 242    | St Helens                  |
| 5.  | Chris Hicks    | 204    | Warrington Wolves          |
| 6.  | Danny Brough   | 188    | Wakefield Trinity Wildcats |
| 7.  | Chris Thorman  | 187    | Huddersfield Giants        |
| 8.  | Danny Tickle   | 182    | Hull FC                    |
| 9.  | Paul Deacon    | 177    | Bradford Bulls             |
| 10. | Ade Gardner    | 112    | St Helens                  |